# Жидка
Жи́дка (рос. Жидка) — село у складі Балейського району Забайкальського краю, Росія. Адміністративний центр Жидкинського сільського поселення.

## Населення
Населення — 308 осіб (2010; 366 у 2002).
Національний склад (станом на 2002 рік):
- росіяни — 100 %